# Le Golf National
Le Golf National è un campo da golf privato situato nel comune di Guyancourt, un sobborgo di Parigi ubicato nel dipartimento degli Yvelines della regione dell'Île-de-France.

## Storia
La realizzazione del campo da golf venne approvata il 27 settembre 1985 su decisione della Federazione Francese di Golf. I lavori di costruzione del campo, progettato da Hubert Chesneau, iniziarono nel luglio del 1987. Il 5 ottobre 1990 fu inaugurato il percorso principale, denominato L'Albatros, alla presenza dell'allora ministro della Gioventù e dello Sport Roger Bambuck. Il percorso L'Aigle venne aperto nel settembre 1991 e pochi mesi dopo toccò a L'Oiselet.
A partire dal 1991, ad esclusione del 1999 e 2001, il campo da golf ospita l'Open de France del PGA European Tour. Nel 2018 è stato la sede della 42ª Ryder Cup e dal 1º al 10 agosto 2024 ha ospitato il torneo di golf dei Giochi della XXXIII Olimpiade.

## Percorso
Il campo da golf ha in totale 45 buche divise in tre percorsi. L'Albatros è il percorso principale, ha 18 buche, un par di 72 e una lunghezza di 6 568 metri. Il percorso L'Aigle ha 18 buche, un par di 71 e una lunghezza di 5 691 metri. Il percorso L'Oiselet ha 9 buche, un par di 32 e una lunghezza di 1 955 metri.
| Buca | Par | Metri |    | Buca | Par | Metri |
| ---- | --- | ----- | -- | ---- | --- | ----- |
| 1    | 4   | 383   | 10 | 4    | 343 |       |
| 2    | 3   | 192   | 11 | 3    | 163 |       |
| 3    | 5   | 510   | 12 | 4    | 396 |       |
| 4    | 4   | 444   | 13 | 4    | 379 |       |
| 5    | 4   | 370   | 14 | 5    | 497 |       |
| 6    | 4   | 347   | 15 | 4    | 373 |       |
| 7    | 4   | 418   | 16 | 3    | 162 |       |
| 8    | 3   | 190   | 17 | 4    | 439 |       |
| 9    | 5   | 529   | 18 | 4    | 431 |       |